# Vaneeckeia
Vaneeckeia is een geslacht van vlinders van de familie tandvlinders (Notodontidae).

## Soorten
- V. iriomotensis Nakatomi, 1980
- V. pallidifascia Hampson, 1892